# Frontkämpferprivileg
Le Frontkämpferprivileg (en français, le privilège du combattant de première ligne) était une exemption accordée par le gouvernement de l'Allemagne nazie entre 1933 et 1935 aux Juifs allemands qui avaient combattu pour l'Allemagne pendant la Première Guerre mondiale mais qui avaient été renvoyés de leurs postes officiels en vertu de la législation anti-juive dans l'avant-guerre nazi Allemagne.
La loi pour la restauration de la fonction publique professionnelle du 7 avril 1933 visait à contraindre tous les "non-aryens" à se retirer des professions juridiques et de la fonction publique, et d'autres lois anti-juives votées en 1933 visaient elles à chasser les juifs d'autres domaines de la vie publique. Ces mesures provoquèrent une protestation du capitaine Leo Löwenstein, président de l'Association du Reich des soldats juifs de première ligne, qui écrivit à Adolf Hitler pour se plaindre. Il  souligna que sur le demi-million de juifs d'Allemagne, 96 000 avaient servi pendant la guerre et  12 000 avaient péri. Il écrivit :

« Après les sacrifices de sang et les services rendus à la patrie, nous croyons fermement que les Juifs allemands ont droit à l'égalité des droits en tant que citoyens. Cependant, c'est avec une profonde douleur que nous voyons comment nous sommes déshonorés et comment de larges cercles de Juifs sont privés de la base de leur existence économique. »

Cette loi rencontra également la désapprobation du président du Reich, le maréchal Paul von Hindenburg, ancien commandant en chef allemand lors de la Première Guerre mondiale, qui écrivit dans une lettre à Hitler :

« Ces derniers jours, on m'a rapporté un certain nombre de cas dans lesquels des juges, des avocats et des fonctionnaires de justice blessés pendant la guerre, dont les états de service étaient irréprochables, ont été contraints de prendre leur retraite et, plus tard, ont été révoqués parce qu'ils étaient d'origine juive. Pour moi qui, avec l'accord explicite du gouvernement, le jour du réveil national, le 21 mars, ai publié la proclamation au peuple allemand dans laquelle je disais m'incliner avec respect devant les morts et penser avec gratitude aux survivants de la guerre, aux blessés et à mes anciens camarades du front, un tel traitement des fonctionnaires juifs blessés est personnellement, absolument insupportable. »

Hindenburg insista sur le fait que les anciens soldats juifs de première ligne et leurs fils devaient être autorisés à continuer dans leur travail. 
La loi du 7 avril 1933 comprit ainsi une clause qui exemptait ces personnes, créant le dénommé  Frontkämpferprivileg (privilège du combattant de première ligne). À la surprise des Nazis, près de 50 % des fonctionnaires juifs qui risquaient d'être renvoyés ont pu prouver qu'ils appartenaient à cette catégorie. Cependant, le privilège fut aboli après la mort d'Hindenburg lorsque les lois de Nuremberg de 1935 instituèrent une discrimination systématique contre les Juifs et les ont privés de la citoyenneté.